# Epicadus rubripes
Epicadus rubripes is een spinnensoort in de taxonomische indeling van de krabspinnen (Thomisidae).
Het dier behoort tot het geslacht Epicadus. De wetenschappelijke naam van de soort werd voor het eerst geldig gepubliceerd in 1924 door Cândido Firmino de Mello-Leitão.